# Estadio Rajko Mitić
El estadio Rajko Mitić (en serbio Stadion Rajko Mitić, cirílico Стадион Рајко Митић), conocido popularmente como Marakana (en serbio: Маракана), es un estadio multiusos de Belgrado, Serbia. Actualmente su uso se reduce a los partidos de fútbol del Estrella Roja de Belgrado, que utiliza el estadio como local. Tiene capacidad para 51 755 espectadores. Fue construido en 1963 y se denominó Estadio Estrella Roja, hasta el año 2014 en el que fue renombrado como estadio Rajko Mitić, en honor a uno de los mejores futbolistas de la historia del Estrella Roja.

## Historia
El 27 de diciembre de 1959, el Estrella Roja disputó su último partido contra el FK Novi Sad en el viejo estadio construido en 1927.
Junto al derruido estadio también se perdió una parte de la historia del fútbol. En aquel estadio Moša Marjanović le marcó un famoso gol al portero español Ricardo Zamora, František Plánička fue batido, y tras la Segunda Guerra Mundial se disputaron gran cantidad de partidos.
Tras el partido de despedida, el estadio fue demolido para ser reemplazado por un nuevo estadio más moderno ubicado en el mismo lugar. Con el fin de adecuar el área de construcción para el nuevo estadio, que debía ser 12 metros más bajo que el anterior, tuvieron que ser movidos más de 350 000 metros cúbicos de tierra y 15 000 metros cúbicos de piedra.
El estadio estaba preparado para ser inaugurado después de tres años de construcción. La inauguración oficial tuvo lugar el 1 de septiembre de 1963 con el partido de liga contra el NK Rijeka (2:1). Aquel día, unos 55 000 espectadores pasaron al estadio a través de 9 puertas de entrada de 5 metros de ancho cada una hacia las gradas aún sin finalizar.
La mayor entrada se registró en un derbi contra el FK Partizan – 74 000 espectadores. El siguiente año, una vez que el estadio estuvo completamente finalizado, su capacidad se incrementó hasta los 110 000 espectadores y tomó el sobrenombre extraoficial de Marakana, Pequeño Maracaná de Belgrado, en honor al famoso estadio brasileño. Aparte del buen aspecto que ofrecía el nuevo estadio, también contaba con un magnífico terreno de juego con sistema de drenaje en el césped.
El primer gol oficial de la máxima competición nacional lo marcó Nedeljko Vukoje del Rijeka, mientras Dusan Maravic fue quien marcó el primero para el Estrella Roja en el Pequeño Maracaná, en el mismo partido.
De acuerdo con el número de entradas vendidas, el Pequeño Maracaná vivió su mayor entrada el 23 de abril de 1975 en el partido de semifinales de la Recopa de Europa contra el equipo húngaro del Ferencváros (2:2). Oficialmente, aquella noche había 96 070 espectadores en las gradas, pero se cree que el estadio se llenó hasta el máximo de capacidad que sus infraestructuras permitían, que eran los 110 000 espectadores.
En los años siguientes la capacidad del Pequeño Maracaná fue decreciendo gradualmente. Los retoques para su modernización llevaron cada vez más asientos y menos capacidad a las gradas. A mediados de los años 90, y para cumplir los requisitos de la reglamentación de la UEFA en lo que a seguridad respecta, las localidades de pie fueron eliminadas. Fueron instalados asientos en las cuatro gradas, por lo que la capacidad máxima del Pequeño Maracaná a día de hoy es de 51 755 espectadores.

## Imágenes

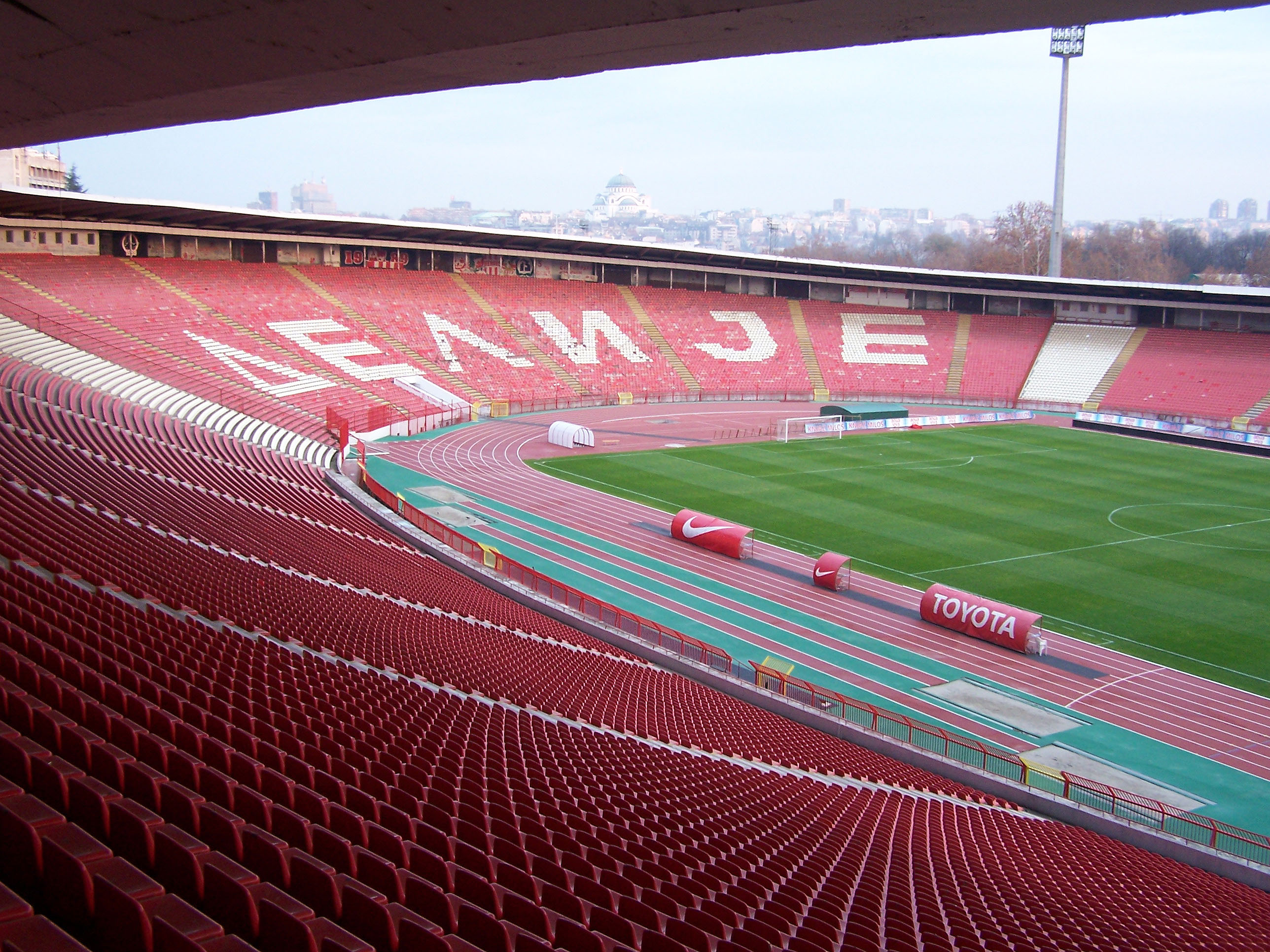
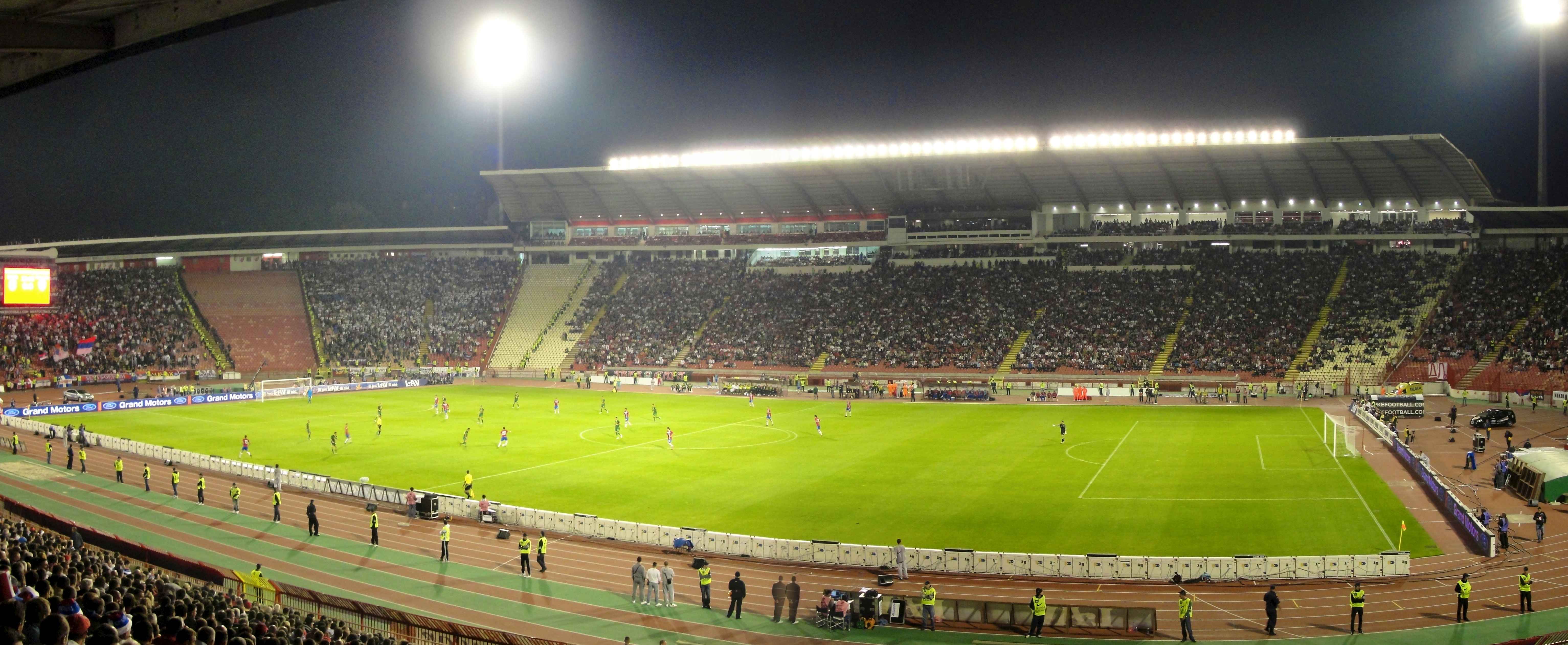
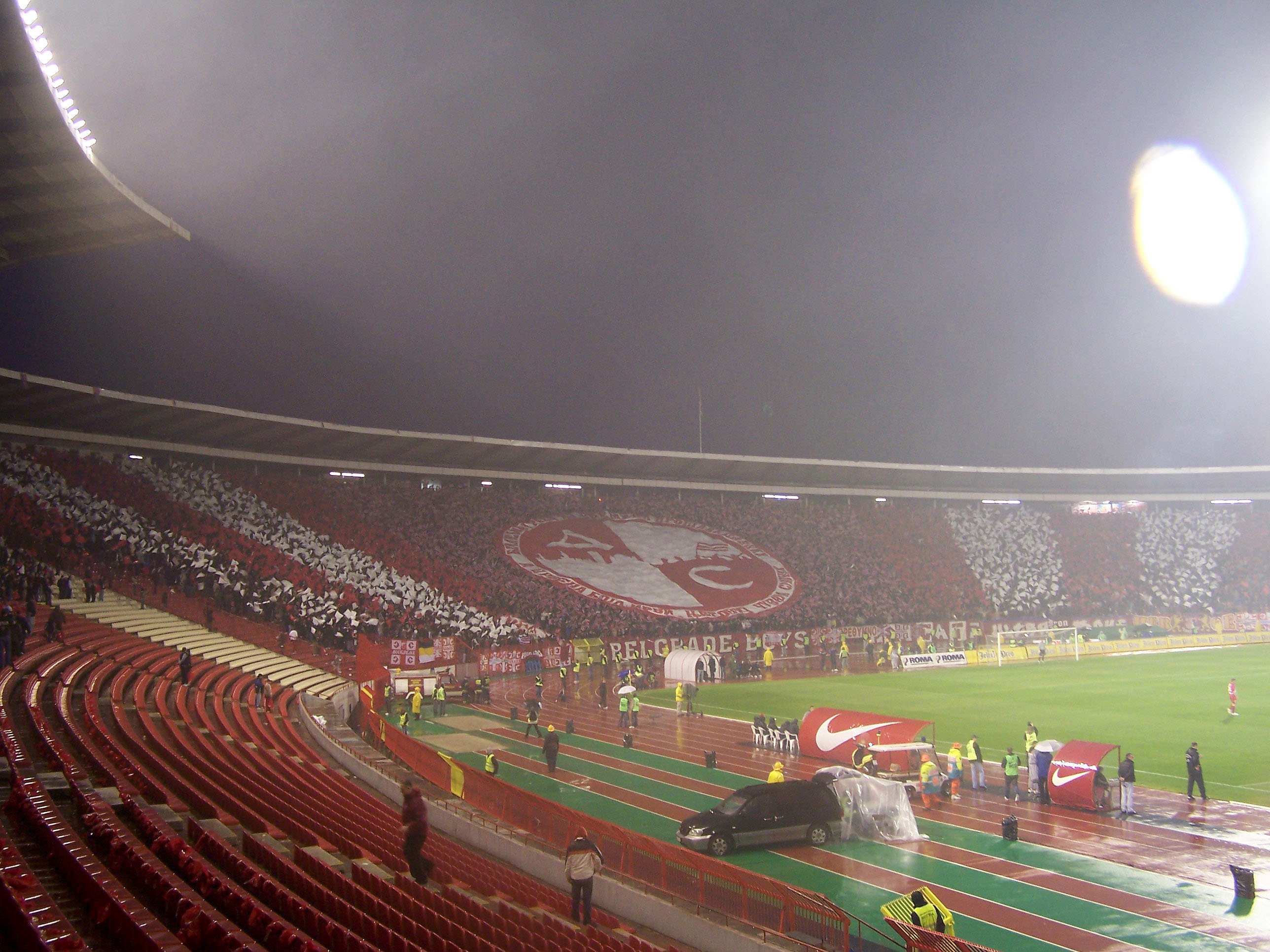
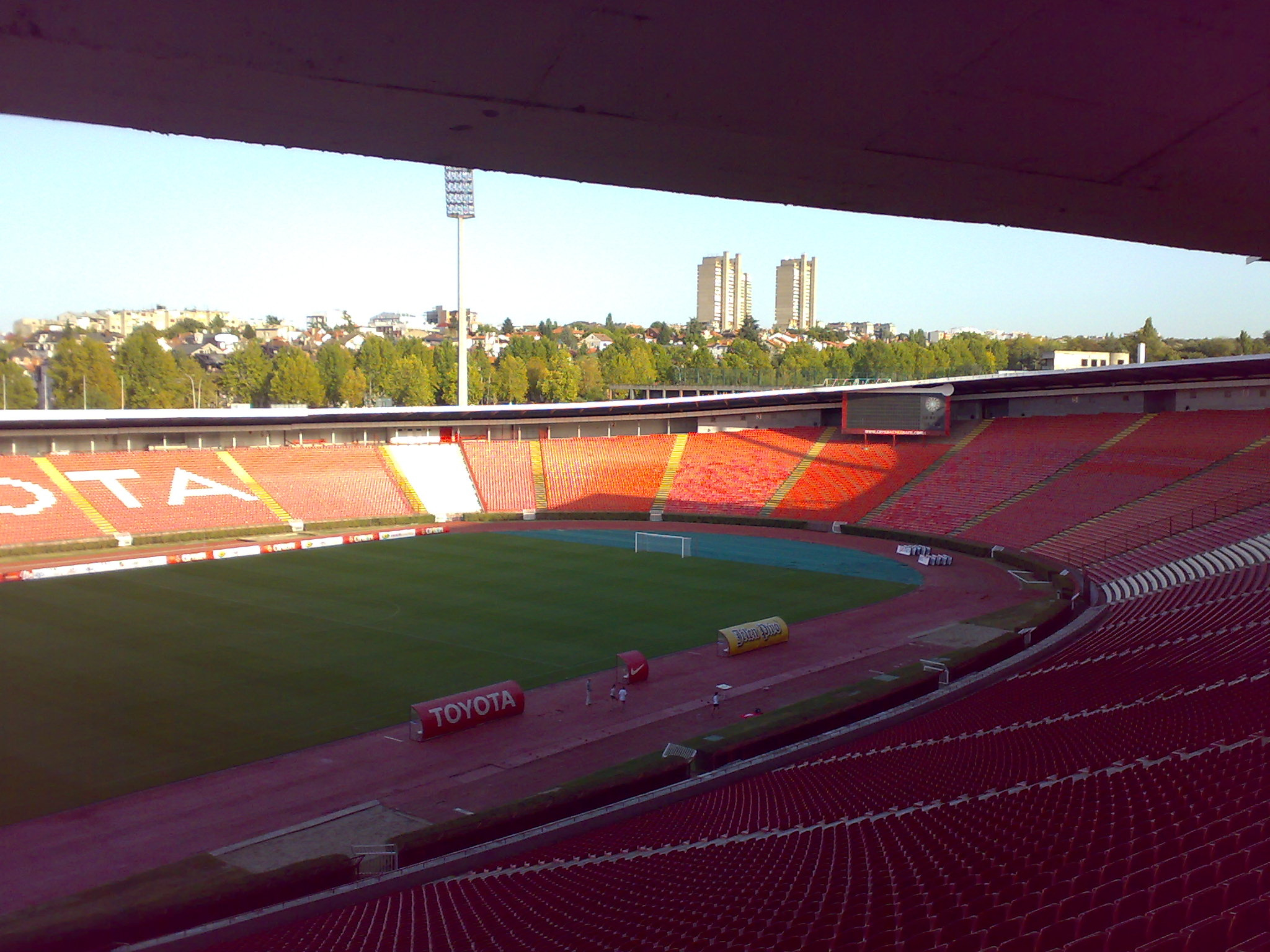

## Eventos deportivos

### Selecciones
Los eventos más destacados en partidos de selecciones son los siguientes:

#### Partidos Eurocopa 1976
| 17 de junio de 1976, 20:15 | Yugoslavia                | 2-4 (2-2, 2-0) (t. s.)(2-4 t. s.) | Alemania Federal                      | Estrella Roja, Belgrado                                     |                                                             |
|                            | Popivoda 18' · Džajić 32' |                                   | Flohe 65' · D. Müller 80', 115', 118' | Asistencia: 50 562 espectadores Árbitro(s): Alfred Delcourt | Asistencia: 50 562 espectadores Árbitro(s): Alfred Delcourt |

| 20 de junio de 1976, 20:15 | Checoslovaquia                                 | 2–2 (t. s.)(5–3 p.)        | Alemania Federal                     | Estrella Roja, Belgrado                                    |                                                            |
|                            | - Švehlík 8' - Dobiaš 25'                      |                            | - Müller 28' - Hölzenbein 89'        | Asistencia: 30 790 espectadores Árbitro(s): Sergio Gonella | Asistencia: 30 790 espectadores Árbitro(s): Sergio Gonella |
|                            |                                                | Tiros desde el punto penal |                                      |                                                            |                                                            |
|                            | - Masný - Nehoda - Ondruš - Jurkemik - Panenka |                            | - Bonhof - Flohe - Bongartz - Hoeneß |                                                            |                                                            |

### Finales Internacionales
Las finales internacionales que se han jugado en el estadio son los siguientes:

#### Copa de Europa
| Final 1972-73; 30 de mayo de 1973, 20:30 | Ajax de Ámsterdam | 1-0 (1-0) | Juventus de Turín | Estrella Roja, Belgrado                                        |                                                                |
|                                          | Johnny Rep 5'     |           |                   | Asistencia: 89 484 espectadores Árbitro(s): Milivoje Gugulović | Asistencia: 89 484 espectadores Árbitro(s): Milivoje Gugulović |

#### Copa de la UEFA
| Final 1978-79, ida; 9 de mayo de 1979 | Estrella Roja    | 1-1 (1-0) | Borussia Mönchengladbach | Estrella Roja, Belgrado                               |                                                       |
|                                       | Miloš Šestić 21' |           | Ivan Jurišić 60'         | Asistencia: 90 000 espectadores Árbitro(s): Ian Foote | Asistencia: 90 000 espectadores Árbitro(s): Ian Foote |

### Conciertos
El estadio rara vez se ha utilizado como sala de conciertos en su historia.
El artista más destacado es Zdravko Čolić , quien ofreció espectáculos multitudinarios en Marakana en tres ocasiones. El primero fue el 5 de septiembre de 1978, como parte de su famosa gira Putujući Urnebes, a la que asistieron 70.000 personas. Los teloneros y los invitados fueron Dado Topić y Mama Coco, Kornelije Kovač , Arsen Dedić , Kemal Monteno y el grupo de danza Lokice.
Casi veintitrés años después, el 30 de junio de 2001, volvió a presentarse para promocionar su álbum «Okano» ante 85.000 espectadores. Finalmente, el 23 de junio de 2007, promocionó su álbum «Zavičaj» con otro gran concierto, el tercero, ante 70.000 espectadores en el Marakana.
Otros conciertos en el estadio incluyeron el «YU Rock Misija» el 15 de junio de 1985, un espectáculo que duró 8 horas frente a una multitud de 30.000 personas, aunque no se les permitió ingresar al campo del estadio por decisión de la gerencia del Estrella Roja.
El cantante folk serbio Ceca ofreció un gran concierto el 15 de junio de 2002 ante 70.000 personas.
Más recientemente, Aca Lukas realizó un concierto en el estadio el 8 de junio de 2013 frente a 50.000 personas.

## Otros eventos
Además de partidos de fútbol y conciertos, el estadio ha acogido los siguientes eventos:
- Mate Parlov vs. Domenico Adinolfi - Pelea por el título semipesado de la EBU , 10 de junio de 1976 [5]
- Slobodan Živojinović vs. Boris Becker - partido de exhibición de tenis, 1 de octubre de 1987 [6]